# PA-459
A  PA-459 é uma rodovia brasileira do estado do Pará. Essa estrada intercepta em sua extremidade norte a Rodovia Transamazônica; e na altura do km 18, a PA-461. Sua "continuação" como via rodoviária se dá após a travessia fluvial de Santa Isabel, pela rodovia estadual tocantinense TO-413.
Com pouco mais de 63 km de extensão, foi aberta durante o Regime Militar no Brasil sob o nome de Estrada Operacional nº 3 (OP-3). Foi especialmente construída para dar suporte às operações militares do Exército brasileiro durante a Guerrilha do Araguaia.
Está localizada na região sudeste do estado, atendendo aos municípios de Brejo Grande do Araguaia e Palestina do Pará. 